# Heian (katas)

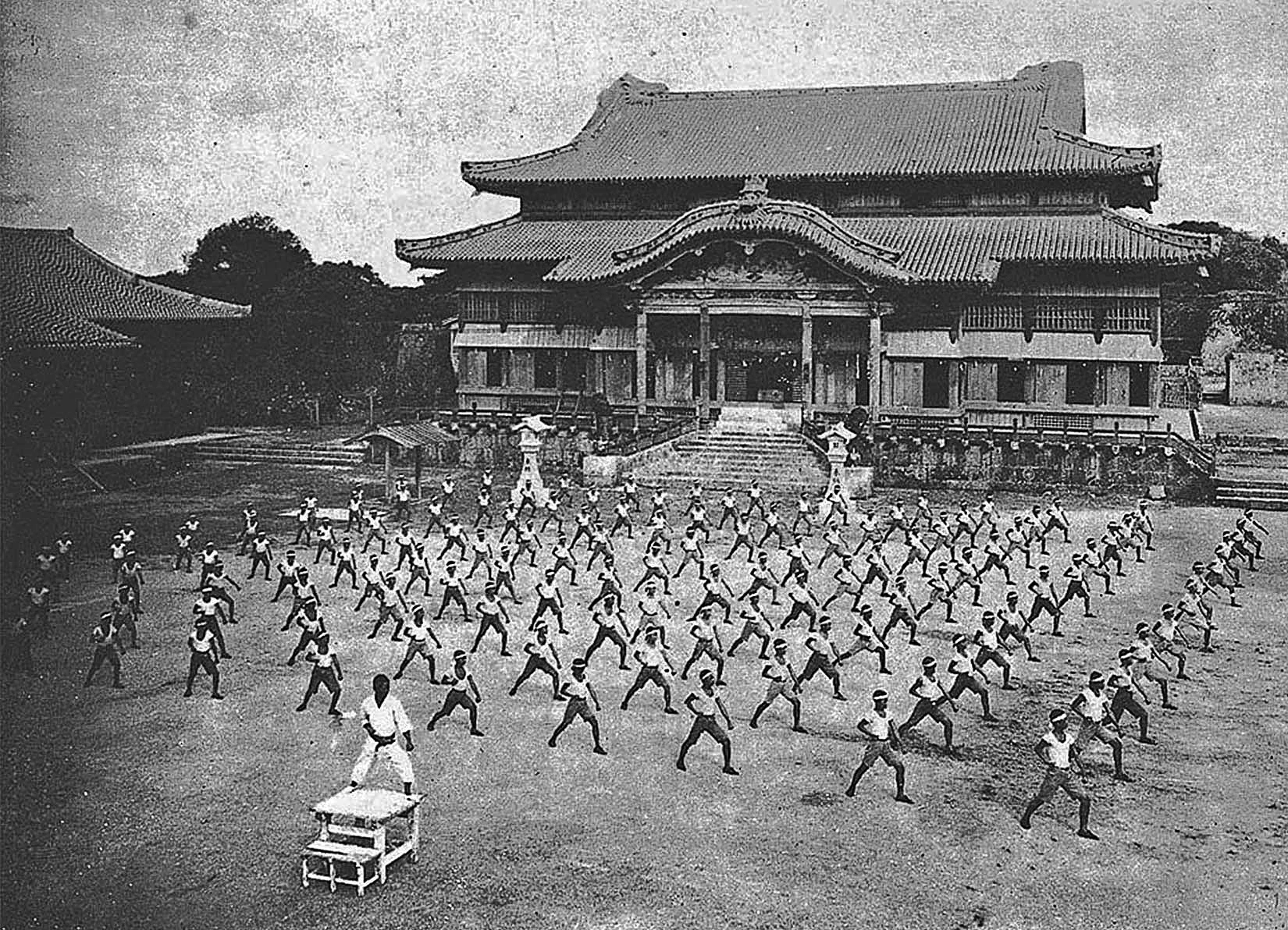
Templo donde se practicaba Heian y varios tipos de artes marciales.

Pinan (Chino: 平安, Píng'ān; Japonés: ピンアン, Pin'an) son una serie de katas impartidos en varios estilos de karate. Estos katas se originaron en Okinawa y fueron adaptados por Anko Itosu de antiguos katas como Kusanku y Channan en varias formas más apropiadas para su enseñanza en principiantes de karate. Cuando Gichin Funakoshi expandió el kárate en Japón fueron renombrados como Heian (平安?) en su escuela, que en realidad es la pronunciación on'yomi del mismo kanji.

## Historia
Una de las historias que rodean a los orígenes de los katas Heian/Pinan es que Itosu aprendió una serie de katas chinas Quan-fa (de kung fu) de nombre Chiang-Nan (Channan, en la aproximación fonética okinawense/japonesa) de un náufrago chino que vivía en Tomari (Okinawa), y que las dividió en 5 componentes más pequeños y las renombró como Pinan porque la pronunciación china de Chiang-Nan" era complicada.
La forma original del kata Channan se ha perdido, aunque aparentemente muchos de los que aprendieron los kata Pinan como Channan continuaron enseñándola bajo ese nombre. Itosu formó los 5 katas de la larga kata Channan, pensando que serían más fáciles de aprender. Esos 5 katas eran: Pinan Shodan, Nidan, Sandan, Yondan y Godan.
Una nota interesante sobre el tema de las Pinan la ofrece una autoridad okinawense de karate: Hiroshi Kinjo. Él declaró que Hisateru Miyagi (un antiguo estudiante de Itosu que se graduó en la escuela de la prefectura de Okinawa en 1916) dijo que cuando él (Miyagi) estaba estudiando con el gran maestro, Itosu sólo enseñaba los tres primeros Pinan con verdadero entusiasmo, y que las últimas dos eran más bien descuidadas.
Los katas Pinan fueron introducidos en los sistemas educativos de Okinawa en la primavera de 1904, y por consiguiente fueron adoptados por muchos profesores y escuelas. Por eso están presentes en los currículos de Shitō-ryū, Wadō-ryū, Shōrin-ryū, Kobayashi-ryū, Kyokushin, Shinki-Ryu, Shōrei-ryū, Shotokan, Matsubayashi-ryū, Shukokai, Shindo Jinen Ryu, Kosho-ryū Kempo, Kenyu Ryu, Kushin Ryu y otros estilos.

## Etimología
Píng'ān (Pin'an en la aproximación fonética okinawense/japonesa) es la notación china pinyin de 平安, pero cuando Gichin Funakoshi trajo el karate a Japón lo renombró a Heian, que no era más que la pronunciación on'yomi de los mismos caracteres chinos o kanjis, y que mantienen el mismo significado de “paz y tranquilidad”. Así, en otras artes marciales como el Tang Soo Do (karate coreano) también se practican estas formas, llamándose “Pyong-an” or “Pyung Ahn”, que es la pronunciación coreana del término “píng'ān”.

## Práctica actual
Los katas Heian se enseñan a los niveles más bajos de acuerdo a su dificultad. Tienen como base un embusen (forma) de I mayúscula, y sirven como base para muchos de los katas de karate avanzados, ya que muchas de las técnicas incluidas en estos katas están incluidas en los katas de rango superior también, especialmente en Kūsankū (también llamado Kankū Dai)
En algunos estilos de karate, Pinan Shodan y Pinan Nidan están invertidos: lo que algunos estilos llaman Heian Shodan en otros es Heian Nidan, y viceversa. Por ejemplo, el kata de Shotokan Heian Shodan en otros estilos como Shitō-ryū es Pinan Nidan. Otro punto es que en Shūkōkai se enseña primero Pinan Nidan, y Pinan Shodan después, porque se piensa que Pinan Nidan es más fácil para los recién iniciados. El orden de aprendizaje en Wado-Ryu es el siguiente: Pinan Nidan, Pinan Shodan, Pinan Sandan, Pinan Yondan y Pinan Godan.

## Katas
1. Heian Shodan
2. Heian Nidan
3. Heian Sandan
4. Heian Yondan
5. Heian Godan